# Politiko
Politiko (gr. Πολιτικό) – wieś w Republice Cypryjskiej, w dystrykcie Nikozja. W 2011 roku liczyła 419 mieszkańców.